# Hans Holmgren

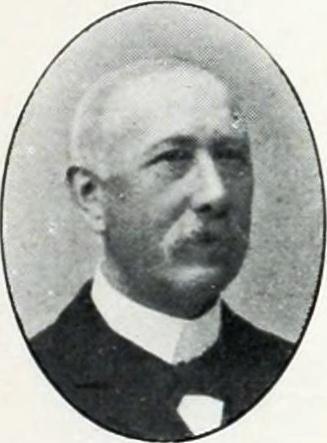
Hans Holmgren

Hans Oscar Edvard Holmgren, född 9 februari 1843 i Malmö, död 28 november 1928 i Malmö, var en svensk bankman.
Holmgren blev student vid Lunds universitet 1862 och avlade kameralexamen 1863. Han anställdes vid landskontoret i Malmöhus län 1864 och blev e.o. tjänsteman i Riksbanken 1865, bokhållare vid avdelningskontoret i Malmö 1868, kassör där 1883, tf. kamrerare 1886, ordinarie från 1893. Sistnämnda år blev han även verkställande styrelseledamot och ordförande från 1903. Holmgren är begravd på Gamla kyrkogårdern i Malmö.